# Roger Young (Radsportler)
Roger Young (* 29. April 1953 in Pontiac, Michigan) ist ein US-amerikanischer Radsporttrainer und ehemaliger Radsportler.

## Sportlicher Werdegang
Roger Young war ein guter Allround-Radsportler auf Bahn und Straße. Er startete für den Wolverine Cycling Club in Detroit, der von der Schwinn Bicycle Company gesponsert wurde. 1972 gewann der die Tour of Somerville; im Winter 1972/73 startete er gemeinsam mit Mike Neel in Europa bei Amateur-Sechstagerennen. Im Jahr darauf wurde er nationaler Meister im Sprint, 1974 und 1979 wurde er jeweils Zweiter und in den Jahren 1972 und 1978 jeweils Dritter. Den Titel im Zweier-Mannschaftsfahren gewann er mit Danny Van Haute 1977, nachdem er bereits 1976 Titelträger geworden war.
1975 errang er bei den Panamerikanischen Spielen in Mexiko-Stadt gemeinsam mit Ron Skarin, Ralph Terrio und Paul Deem Gold der Mannschaftsverfolgung.
1972 startete Young bei den Olympischen Sommerspielen in München im Sprint, schied aber schon in der zweiten Runde aus.
1982 beendete Roger Young seine aktive Laufbahn und wurde ein gefragter Radsporttrainer. So wurde er 1993 Direktor eines millionenschweren Entwicklungsprogramms für den Bahnradsport, das vom nationalen Verband United States Cycling Federation ins Leben gerufen worden war. Einer seiner Schützlinge war die vierfache Sprint-Weltmeisterin Connie Paraskevin, die seine Frau wurde.
Rogers Youngs Schwester ist die Radsportlerin und Olympiasiegerin im Eisschnelllauf, Sheila Young.

## Erfolge
1972
- Tour of Somerville

1973
- US-amerikanischer Meister – Sprint

1975
- Panamerikanische Spiele – Mannschaftsverfolgung (mit  Ron Skarin, Ralph Terrio und Paul Deem)

## Teams
- 1981 7-Eleven
- 1986 William Lewis Imports
- 1988 Lycra